# Chuyến đi thực địa màu đỏ thẫm

Ảnh bìa tập tankōbon thứ 95 do nhà xuất bản Kim Đồng phát hành tại Việt Nam.

Chuyến đi thực địa màu đỏ thẫm (tiếng Nhật: 紅の修学旅行, đã Latinh hoá: Kurenai no Shūgakuryokō) là tiểu phần thứ 290 nằm trong loạt manga Nhật Bản Thám tử lừng danh Conan của tác giả Aoyama Gōshō. Phần truyện đã được xuất bản trên tạp chí Weekly Shōnen Sunday của nhà xuất bản Shogakukan kéo dài từ tháng 8 đến tháng 9 năm 2017 trong các số tạp chí từ 37 đến 44 bao gồm 6 chương. Các chương sau đó được tập hợp thành các tập tankōbon thứ 94 và 95 được phát hành tại Nhật Bản vào ngày 18 tháng 12 năm 2017 và ngày 18 tháng 10 năm 2018. Phần lớn câu truyện đã xuất hiện trong tập thứ 94 và trở thành bộ manga bán chạy thứ 14 trong nửa đầu năm 2018 tại Nhật Bản. Trong khi đó, ở thị trường Việt Nam, hai tập 94 và 95 đã có số lượng đăng ký xuất bản lên tới hơn 3,5 triệu lượt tính đến ngày 9 tháng 8 năm 2020.
Anime Thám tử lừng danh Conan đã chuyển thể tiểu phần thành các tập phim 927–928 và được phát sóng trên kênh Nippon Television Network System vào ngày 5 và 12 tháng 1 năm 2019. Hai tập phim này đã nằm trong số ba tập phim anime được xem nhiều nhất hàng tuần trong thời gian phát sóng. Tiểu phần theo chân Kudō Shinichi khi cậu vướng vào một án mạng trong chuyến đi thực địa của trường cao trung. Trong đoạn đầu của loạt truyện, Shinichi đã bị một nhóm người áo đen đầu độc và khiến cho cơ thể trở thành một đứa trẻ. Từ đây, cậu phải sống trong thân phận Edogawa Conan, đồng thời phải giữ bí mật về danh tính thực sự của mình.

## Cốt truyện

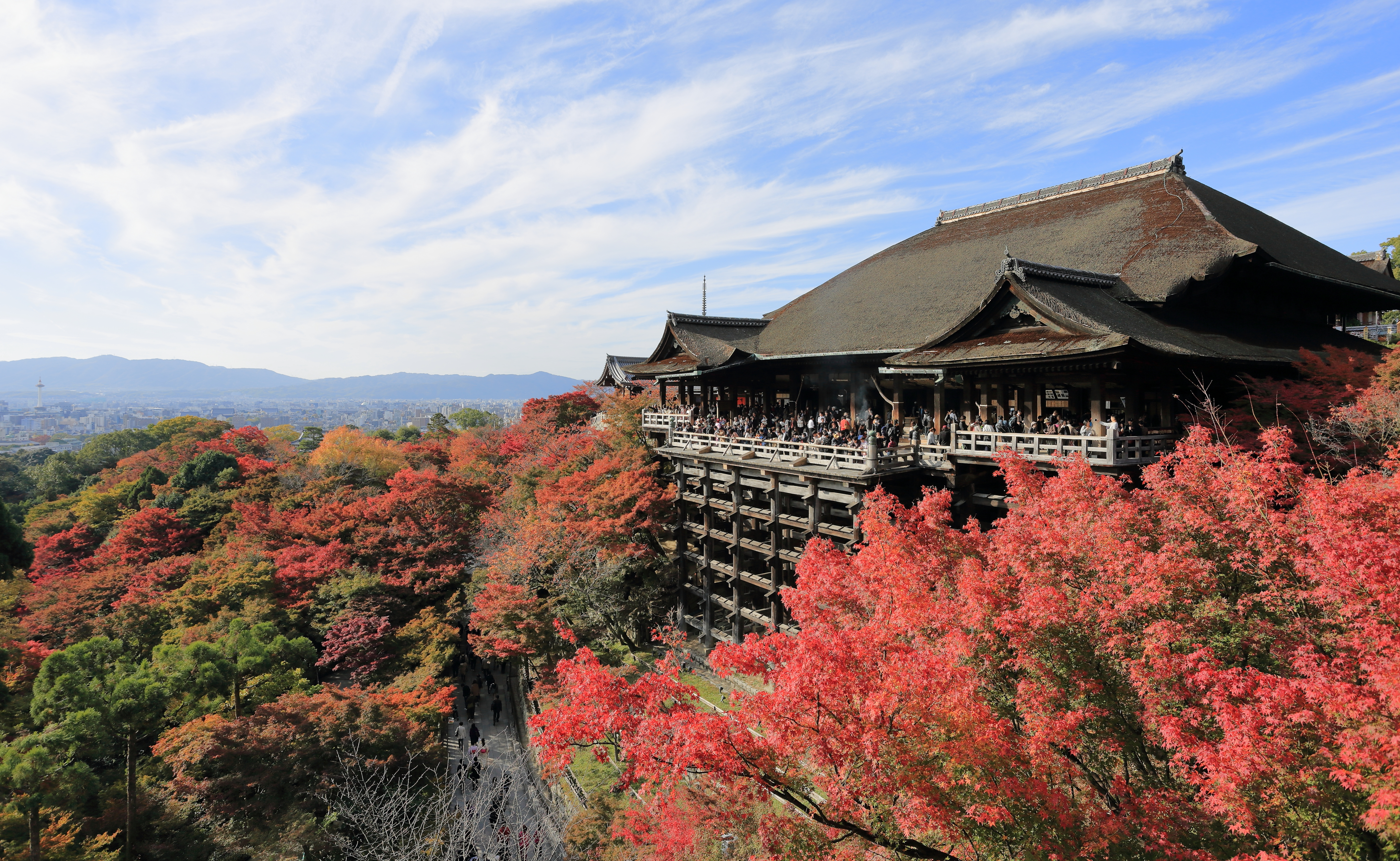
Kiyomizu-dera vào mùa thu, bối cảnh của tiểu phần

Kudō Shinichi đã tham gia vào chuyến thực địa của cao trung tới Kyōto với Mōri Ran và bạn bè của mình. Cậu đã hóa lớn trở lại nhờ vào viên thuốc giải mà Haibara Ai điều chế và được giao cho Edogawa Conan, thân phận trẻ con của Shinichi. Tại Kiyomizu-dera, Shinichi đã vô tình gặp được Kurachi Keiko, một nữ diễn viên đồng thời cũng là bạn học của mẹ cậu, ở cùng khách sạn với nhóm bạn của anh. Keiko đến đây cùng với nhóm bạn học cùng khóa thời đại học của mình để ghi hình một bộ phim về tengu và những con quái vật khác. Cô đã nhờ Shinichi giúp mình giải mã một mật mã bí ẩn do người bạn quá cố của họ là Michio Dekuri viết, sau khi tự tử cách đây không lâu. Vài hôm trước vụ giết người hàng loạt ở Kyoto, một trong các thành viên của đoàn làm phim khi đến đây để bắt đầu biên kịch thì đã tự tử khi nhảy xuống từ vũ đài Kiyomizu-dera do nghĩ rằng bản thân đã bị những người khác lãng quên khi không cho tên mình xuất hiện trong phần giới thiệu. Vào ngày cuối cùng của buổi chiếu trước bộ phim, Mineto Mayama đã nhận được một cuộc gọi từ một người lạ mặt yêu cầu anh đến Kiyomizu Butai. Sau đó, anh đã đi đến đây và nhìn thấy một bóng đen bí ẩn qua lan can nói với anh, Michio Dekuri đã tái sinh thành tengu và sẽ tiến hành trả thù. Sau đó, hung thủ đã đẩy anh xuống từ vũ đài. Tuy nhiên, Mineto Mayama đã may mắn sống sót mà không bị thương do sự giúp đỡ từ Shinichi, Hattori Heiji, Kudo Yusaku và Sera Masumi khi chuẩn bị một tấm đệm ở bên dưới đền thờ. Shinichi và Heiji sau đó đã đối đầu trực tiếp với hung thủ.
Cả ba thám tử trung học là Shinichi, Heiji và Masumi đã hé lộ Riki Agata chính là hung thủ của vụ giết người hàng loạt. Điểm mấu chốt của mật mã được cho là phần chữ thập trắng được bao quanh bởi 4 ô vuông màu đen chỉ các quận và các ký tự kanji còn lại chỉ một địa danh ở Kyoto. Thông qua việc đặt các ký tự trong mã tương ứng vào phần chữ thập trắng sẽ có thể đọc ra con phố và quận nào đó trong khu vực. Sau đó, lược bỏ chỉ lấy âm tiết đầu tiên hoặc thứ hai để tìm được thông điệp mang ý định giết người. Agata sau đó đã cố gắng bỏ chạy nhưng đã bị bao vây bởi cảnh sát sau khi cải trang thành khách du lịch. Cuối cùng, Agata cũng thú nhận mình là sát nhân hàng loạt, anh cũng tiết lộ lý do cố tình để gò má nạn nhân phồng ra để trông giống như Kobutori Jiisan. Agata đã yêu cầu giải thích khi cả nhóm không đưa tên của Dekuri vào phần giới thiệu. Nhưng sau đó, Keiko và Mayama đã xuất hiện nói rằng phía nhà sản xuất đã cố tình sửa đổi một số khoảng trống trong phần giới thiệu và không cho tên của "Michio Dekuri" xuất hiện. Cái tên được xuất hiện trên chiều dọc 5 cái tên của thành viên trong nhóm. Agata đã không được thông báo về chi tiết này do bạn bè của cậu muốn Dekuri và cậu tự tìm ra điều bất ngờ khi xem phim.
Sau khi vụ án được giải quyết, Ran đã đề xuất đến một nơi mà Soshi Okita đã kể. Trong lúc cả nhóm đã di chuyển đến địa điểm mới, Shinichi đã giữ Ran lại và hỏi cô bạn của mình về việc "nghĩ thế nào". Cậu đã đề cập đến cuộc gặp gỡ của Ran và Okita trước đó cũng như thắc mắc về câu trả lời sau khi cậu đã tỏ tình Ran tại Luân Đôn. Đáp lại, Ran đã kéo cà vạt của Shinichi và hôn vào má cậu. Ngay sau lúc này, Shinichi đã tiến đến hôn lên môi Ran, nhưng lúc này, thuốc giải bắt đầu mất tác dụng và cậu đã bỏ chạy. Heiji đã chở Conan trở lại Tokyo. Trong lúc này, Ran đã nhắn tin cho Shinichi đã xác nhận về việc hẹn hò của cả hai và câu trả lời trở lại của Shinichi là, "Tất nhiên là chúng ta đang hẹn hò".

## Sản xuất và phát hành
Chương đầu tiên cho tiểu phần Chuyến đi thực địa màu đỏ thẫm là chương thứ 1.000 cho bộ truyện Thám tử lừng danh Conan. Tiểu phần được xuất bản trên tạp chí Weekly Shōnen Sunday của nhà xuất bản Shogakukan từ tháng 8 đến tháng 9 năm 2017 trong các số từ 37 đến 44, bao gồm 6 chương. Các chương sau đó được tập hợp thành các tập tankōbon thứ 94 và 95 được phát hành tại Nhật Bản vào ngày 18 tháng 12 năm 2017 và ngày 18 tháng 10 năm 2018. Phần lớn câu truyện đã xuất hiện trong tập thứ 94 và trở thành bộ manga bán chạy thứ 14 trong nửa đầu năm 2018 tại Nhật Bản.
Tại Việt Nam, nhà xuất bản Kim Đồng đã phát hành tập tankōbon thứ 94 và 95 lần lượt vào ngày 5 tháng 10 năm 2018 và ngày 29 tháng 3 năm 2019. Trong thị trường Việt Nam, tính riêng hai tập 94 và 95 đến hết ngày 9 tháng 8 năm 2020 đã thu hút số lượng đăng ký xuất bản lên tới 3,53 triệu bản, trong đó tập 94 là 1,85 triệu và tập 95 là 1,68 triệu.

## Chuyển thể anime

Áp phích thương mại cho Chuyến đi thực địa màu đỏ thẫm phiên bản anime.

### Sản xuất và phát hành nội địa
Anime Thám tử lừng danh Conan đã chuyển thể tiểu phần thành các tập phim 927–928 và được phát sóng trên kênh Nippon Television Network System vào ngày 5 và 12 tháng 1 năm 2019. Hai tập phim này đã nằm trong số ba tập phim anime được xem nhiều nhất hàng tuần trong thời gian phát sóng. Ca khúc mở đầu cho tập phim là "Barairo no Jinsei" (tiếng Nhật: 薔薇色の人生, t.d: "Cuộc sống màu hồng") và ca khúc kết thúc cho tập 928 là "Kimi to Koi no Mama de Owarenai Itsumo Yume no Mama ja Irarenai" (tiếng Nhật: きみと恋のままで終われない　いつも夢のままじゃいられない, t.d: "Tình yêu của anh với em không thể kết thúc như thế này, nhưng anh cũng không muốn nó mãi như một giấc mơ"), được trình bày bởi Kuraki Mai. Bản thân cô cũng đã xuất hiện với tư cách khách mời trong chuyển thể anime của tiểu phần. Tập 927 do Yamamoto Yaseuichiro làm đạo diễn, trong khi tập phim 928 do Tozawa Minoru và Yoshimura Akira đồng đạo diễn. Riêng hình ảnh minh họa hôn giữa Ran và Shinichi do chính tay tác giả Aoyama Gosho minh họa. Đây được xem là lần đầu tiên ông tham gia vào phiên bản anime truyền hình.
Tính riêng vùng Kantō của Nhật Bản, rating trung bình của bộ phim cho tập đầu tiên đã vào khoảng 9,1% và 9,2% đối với tập thứ hai.

### Phát hành quốc tế
Phiên bản phụ đề tiếng Anh của hai tập 927 và 928 cũng được phát sóng song song với Nhật Bản trên Crunchyroll.

## Sự khác biệt giữa anime và nguyên tác
Trong cuối chương 1005 trong nguyên tác, tin tức về việc Kudo Shinichi giải quyết vụ giết người hàng loạt ở Kyoto đã lan truyền mạnh mẽ trên internet thông qua nhiều blog khác nhau cùng với sự xuất hiện của Rumi, Kuroda và Wakita Kanenori – những người bấy giờ được nghi ngờ là RUM. Tuy nhiên, tình tiết này đã được thay đổi sang tập 941 sau đó trong phiên bản anime. Ngoài ra, trong tác phẩm gốc, Shinichi và Ran sau màn trao đổi thông qua tin nhắn, ở phiên bản anime đã có thể phân cảnh Ran e ngại ngất đi khi đang trong phòng riêng.

## Ảnh hưởng

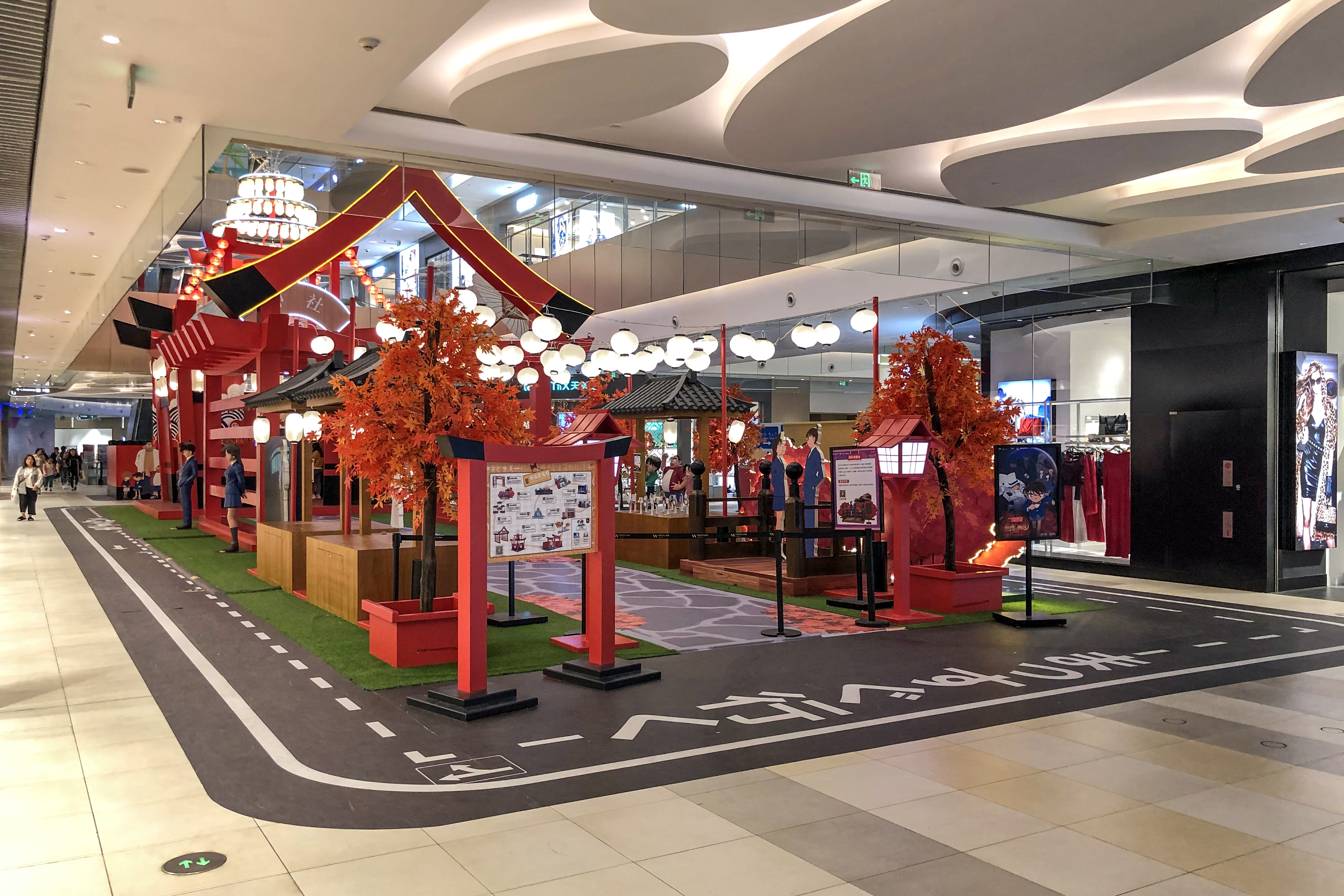
Dàn cảnh theo Kiyomizu-dera vào tháng 10 năm 2019 tại Wenjing Plaza ở Thượng Hải.

Phiên bản anime của tiểu phần được phát hành trong bối cảnh kỷ niệm 25 năm cho loạt manga Thám tử lừng danh Conan. Nụ hôn giữa Shinichi và Ran cùng lời đáp trả của Ran sau lời tỏ tình của Shinichi tại Luân Đôn cũng đã trở thành chủ đề bàn tán trên các nền tảng mạng xã hội. Nhiều người hâm mộ cũng đã cho rằng đã phải chờ đợi rất lâu để có thể xem được sự hạnh phúc của cặp đôi này. Vào tối ngày 12 tháng 1 năm 2019, diễn viên lồng tiếng Yamaguchi Kappei, người lồng tiếng cho Kudo Shinichi cũng đã đăng những dòng trạng thái chúc mừng trên Twitter cá nhân.
Tại khu vực Trung Quốc đại lục, sau khi tập 927 phát hành, từ khóa "Shin Ran" và "Bà Kudo" đã liên tục đứng đầu trong danh sách tìm kiếm trên nền tảng Weibo. Trong khi đó, tập 928 với từ khóa "Ran hôn Shin" còn chạm đỉnh danh sách tìm kiếm trên Weibo.